# Masia del Pereta
La Masia del Pereta és una obra de Cervera (Segarra) protegida com a Bé Cultural d'Interès Local.

## Descripció
Edifici de planta baixa i un pis, amb un mur de tancament annex. La porta d'accés és d'arc escarser o rebaixat, amb l'arc format a base de maons. Al primer pis hi ha dues obertures simètriques de llinda plana.